# ISIS (операционная система)
ISIS — операционная система, созданная Intel в 1976 году для собственной среды разработки Intel Microprocessor Development System. Наибольшее распространение получила версия ISIS-II для систем с флоппи дисками. Пользовательский интерфейс системы Unix-подобный, с точки зрения программного интерфейса выполняется точно такое же взаимодействие с ядром системы (например, при открытии файла программа задаёт его имя и получает дескриптор). На дискетах отсутствовали папки, вместо этого каждое устройство имело имя, которое записывалось между двумя двоеточиями (:F0: и :F1: для дискет, :LP: для принтера, и т. д.). ISIS-II поставлялась как часть Intel Microprocessor Development System и включала стандартные команды операционной системы (copy, delete, dir, rename, format) и средства отладки (ассемблер, компоновщик и отладчик для внешней отладки разрабатываемых устройств). Также было два редактора, один из которых AEdit с поддержкой макросов. Редактирование файлов осуществлялось прямо на диске (при этом всегда создавалась копия с расширением .BAK).
Для работы ISIS-II требовалось как минимум 32 килобайта ОЗУ (максимум — 64 килобайта без загрузчика). Использовались как односторонние 8-дюймовые дискеты одинарной плотности ёмкостью 250 кБ, так и двусторонние ёмкостью 500 кБ. Позднее они были заменены двусторонними 5¼ дюймовыми. Операционная система была аппаратно независимой. Пользователь взаимодействовал с системой через командную строку.

## Внешние ссылки
- Intel MDS 80 — Microcomputer Development System
- Joe’s Intel MDS web page
- ISIS II Users Guide